# Catherine Cusset
Catherine Cusset (París, 16 de mayo de 1963) es una novelista y escritora francesa. Es autora de La Historia de Jane (Simon & Schuster, 2001) y otras doce novelas publicadas por Éditions Gallimard entre 1990 y 2018. Su trabajo ha sido ampliamente reconocido en distintos medios.

## Biografía
Hermana del filósofo François Cusset y del actor y comediante Yves Cusset, vivió con su familia en Boulogne-Billancourt, donde asistió al liceo La Fontaine de París, y más tarde al liceo Louis-le-Grand. Se graduó por la Escuela Normal Superior de París y tiene un Ph D por la misma universidad de París sobre la obra del marqués de Sade y otro por la Universidad Yale.
Fue ayudante y profesora asociada especialista en literatura francesa del siglo XVIII en la Universidad de Yale entre 1991 y 2002. Vive en los Estados Unidos.
Su obra ha sido traducida a 17 idiomas.

## Premios
Su novela Le problème avec Jane recibió el Grand Prix littéraire de las lectoras de la revista Elle en el año 2000, y su novela Un brillant avenir fue galardonada con el Premio Goncourt des Lycéens en 2008. Su novela L'autre qu'on adorait fue finalista en el Premio Goncourt de 2016. Su novela Vie de David Hockney recibió el Premio Anaïs Nin 2018.